# Giro di Svizzera 1982
Il Giro di Svizzera 1982, quarantaseiesima edizione della corsa, si svolse dal 16 al 25 giugno su un percorso di 2 071 km ripartiti in 9 tappe (la quarta suddivisa in due semitappe ciascuna) e un cronoprologo, con partenza a Volketswil e arrivo a Zurigo. Fu vinto dall'italiano Giuseppe Saronni della Del Tongo-Colnago davanti all'olandese Theo de Rooy e al belga Guido Van Calster.

## Tappe
| Tappa  | Data      | Percorso                                    | km   | Vincitore di tappa | Leader cl. generale |
| ------ | --------- | ------------------------------------------- | ---- | ------------------ | ------------------- |
| Prol.  | 16 giugno | Volketswil > Volketswil (cron. individuale) | 4    | Bert Oosterbosch   | Bert Oosterbosch    |
| 1ª     | 17 giugno | Volketswil > Emmenbrücke                    | 184  | Giuseppe Saronni   | Jean-Marie Grezet   |
| 2ª     | 18 giugno | Emmenbrücke > Suhr                          | 189  | Urs Freuler        | Jean-Marie Grezet   |
| 3ª     | 19 giugno | Suhr > Sankt Gallen                         | 192  | Moreno Argentin    | Jean-Marie Grezet   |
| 4ª-1ª  | 20 giugno | Sankt Gallen > Laax                         | 114  | Guido Van Calster  | Jean-Marie Grezet   |
| 4ª-2ª  | 20 giugno | Falera > Falera (cron. individuale)         | 7    | Beat Breu          | Beat Breu           |
| 5ª     | 21 giugno | Laax > Locarno                              | 141  | Guido Van Calster  | Beat Breu           |
| 6ª     | 22 giugno | Locarno > Täsch                             | 256  | Theo de Rooy       | Giuseppe Saronni    |
| 7ª     | 23 giugno | Täsch > Etoy                                | 197  | Pierino Gavazzi    | Giuseppe Saronni    |
| 8ª     | 24 giugno | Etoy > Berna                                | 190  | Erich Mächler      | Giuseppe Saronni    |
| 9ª     | 25 giugno | Berna > Zurigo                              | 199  | Serge Demierre     | Giuseppe Saronni    |
| Totale | Totale    | Totale                                      | 2071 |                    |                     |

## Dettagli delle tappe

### Prologo
- 16 giugno: Volketswil > Volketswil (cron. individuale) – 4 km

| Pos. | Corridore         | Squadra     | Tempo |
| ---- | ----------------- | ----------- | ----- |
| 1    | Bert Oosterbosch  | DAF Trucks  | 5'16" |
| 2    | Gilbert Glaus     | Cilo-Aufina | s.t.  |
| 3    | Jean-Marie Grezet | Cilo-Aufina | a 5"  |

| Pos. | Corridore         | Squadra     | Tempo |
| ---- | ----------------- | ----------- | ----- |
| 1    | Bert Oosterbosch  | DAF Trucks  | 5'16" |
| 2    | Gilbert Glaus     | Cilo-Aufina | s.t.  |
| 3    | Jean-Marie Grezet | Cilo-Aufina | a 5"  |

### 1ª tappa
- 17 giugno: Volketswil > Emmenbrücke – 184 km

| Pos. | Corridore        | Squadra     | Tempo    |
| ---- | ---------------- | ----------- | -------- |
| 1    | Giuseppe Saronni | Del Tongo   | 4h31'37" |
| 2    | Bernard Gavillet | Royal       | s.t.     |
| 3    | Serge Demierre   | Cilo-Aufina | s.t.     |

| Pos. | Corridore         | Squadra     | Tempo    |
| ---- | ----------------- | ----------- | -------- |
| 1    | Jean-Marie Grezet | Cilo-Aufina | 4h36'58" |
| 2    | Julius Thalmann   | Cilo-Aufina | a 2"     |
| 3    | Roberto Visentini | Sammontana  | a 4"     |

### 2ª tappa
- 18 giugno: Emmenbrücke > Suhr – 189 km

| Pos. | Corridore        | Squadra    | Tempo    |
| ---- | ---------------- | ---------- | -------- |
| 1    | Urs Freuler      | Atala      | 4h50'53" |
| 2    | Giuseppe Saronni | Del Tongo  | s.t.     |
| 3    | Jan Raas         | TI-Raleigh | s.t.     |

| Pos. | Corridore         | Squadra     | Tempo    |
| ---- | ----------------- | ----------- | -------- |
| 1    | Jean-Marie Grezet | Cilo-Aufina | 9h27'51" |
| 2    | Julius Thalmann   | Cilo-Aufina | a 2"     |
| 3    | Roberto Visentini | Sammontana  | a 4"     |

### 3ª tappa
- 19 giugno: Suhr > Sankt Gallen – 192 km

| Pos. | Corridore        | Squadra     | Tempo    |
| ---- | ---------------- | ----------- | -------- |
| 1    | Moreno Argentin  | Sammontana  | 4h25'13" |
| 2    | Giuseppe Saronni | Del Tongo   | a 4"     |
| 3    | Beat Breu        | Cilo-Aufina | a 8"     |

| Pos. | Corridore         | Squadra     | Tempo     |
| ---- | ----------------- | ----------- | --------- |
| 1    | Jean-Marie Grezet | Cilo-Aufina | 13h53'16" |
| 2    | Roberto Visentini | Sammontana  | a 4"      |
| 3    | Theo de Rooy      | Capri Sonne | a 7"      |

### 4ª tappa - 1ª semitappa
- 20 giugno: Sankt Gallen > Laax – 114 km

| Pos. | Corridore          | Squadra   | Tempo    |
| ---- | ------------------ | --------- | -------- |
| 1    | Guido Van Calster  | Del Tongo | 2h58'51" |
| 2    | Gerhard Zadrobilek | Puch      | a 3"     |
| 3    | Giuseppe Lanzoni   | Atala     | s.t.     |

| Pos. | Corridore         | Squadra     | Tempo     |
| ---- | ----------------- | ----------- | --------- |
| 1    | Jean-Marie Grezet | Cilo-Aufina | 16h52'07" |
| 2    | Roberto Visentini | Sammontana  | a 4"      |
| 3    | Theo de Rooy      | Capri Sonne | a 7"      |

### 4ª tappa - 2ª semitappa
- 20 giugno: Falera > Falera (cron. individuale) – 7 km

| Pos. | Corridore         | Squadra     | Tempo  |
| ---- | ----------------- | ----------- | ------ |
| 1    | Beat Breu         | Cilo-Aufina | 17'43" |
| 2    | Julián Gorospe    | Reynolds    | a 4"   |
| 3    | Roberto Visentini | Sammontana  | a 7"   |

| Pos. | Corridore         | Squadra     | Tempo     |
| ---- | ----------------- | ----------- | --------- |
| 1    | Beat Breu         | Cilo-Aufina | 17h10'09" |
| 2    | Roberto Visentini | Sammontana  | a 4"      |
| 3    | Jean-Marie Grezet | Cilo-Aufina | a 9"      |

### 5ª tappa
- 21 giugno: Laax > Locarno – 141 km

| Pos. | Corridore         | Squadra    | Tempo    |
| ---- | ----------------- | ---------- | -------- |
| 1    | Guido Van Calster | Del Tongo  | 3h17'01" |
| 2    | Gerrie Knetemann  | TI-Raleigh | s.t.     |
| 3    | Urs Freuler       | Atala      | a 2"     |

| Pos. | Corridore         | Squadra     | Tempo     |
| ---- | ----------------- | ----------- | --------- |
| 1    | Beat Breu         | Cilo-Aufina | 20h27'12" |
| 2    | Roberto Visentini | Sammontana  | a 4"      |
| 3    | Jean-Marie Grezet | Cilo-Aufina | a 9"      |

### 6ª tappa
- 22 giugno: Locarno > Täsch – 256 km

| Pos. | Corridore         | Squadra     | Tempo    |
| ---- | ----------------- | ----------- | -------- |
| 1    | Theo de Rooy      | Capri Sonne | 7h33'03" |
| 2    | Giuseppe Saronni  | Del Tongo   | s.t.     |
| 3    | Guido Van Calster | Del Tongo   | a 5'10"  |

| Pos. | Corridore         | Squadra     | Tempo     |
| ---- | ----------------- | ----------- | --------- |
| 1    | Giuseppe Saronni  | Del Tongo   | 28h01'35" |
| 2    | Theo de Rooy      | Capri Sonne | a 1'22"   |
| 3    | Guido Van Calster | Del Tongo   | a 5'34"   |

### 7ª tappa
- 23 giugno: Täsch > Etoy – 197 km

| Pos. | Corridore       | Squadra     | Tempo    |
| ---- | --------------- | ----------- | -------- |
| 1    | Pierino Gavazzi | Atala       | 4h41'16" |
| 2    | Gilbert Glaus   | Cilo-Aufina | s.t.     |
| 3    | Stefan Mutter   | Puch        | s.t.     |

| Pos. | Corridore         | Squadra     | Tempo     |
| ---- | ----------------- | ----------- | --------- |
| 1    | Giuseppe Saronni  | Del Tongo   | 32h41'51" |
| 2    | Theo de Rooy      | Capri Sonne | a 1'22"   |
| 3    | Guido Van Calster | Del Tongo   | a 5'34"   |

### 8ª tappa
- 24 giugno: Etoy > Berna – 190 km

| Pos. | Corridore           | Squadra     | Tempo    |
| ---- | ------------------- | ----------- | -------- |
| 1    | Erich Mächler       | Royal       | 5h11'23" |
| 2    | Klaus-Peter Thaler  | Puch        | s.t.     |
| 3    | Marcel Russenberger | Cilo-Aufina | s.t.     |

| Pos. | Corridore         | Squadra     | Tempo     |
| ---- | ----------------- | ----------- | --------- |
| 1    | Giuseppe Saronni  | Del Tongo   | 38h06'02" |
| 2    | Theo de Rooy      | Capri Sonne | a 1'22"   |
| 3    | Guido Van Calster | Del Tongo   | a 5'34"   |

### 9ª tappa
- 25 giugno: Berna > Zurigo – 199 km

| Pos. | Corridore        | Squadra     | Tempo    |
| ---- | ---------------- | ----------- | -------- |
| 1    | Serge Demierre   | Cilo-Aufina | 5h09'43" |
| 2    | Urs Freuler      | Atala       | a 12"    |
| 3    | Gerrie Knetemann | TI-Raleigh  | s.t.     |

| Pos. | Corridore         | Squadra     | Tempo     |
| ---- | ----------------- | ----------- | --------- |
| 1    | Giuseppe Saronni  | Del Tongo   | 43h16'12" |
| 2    | Theo de Rooy      | Capri Sonne | a 1'22"   |
| 3    | Guido Van Calster | Del Tongo   | a 5'34"   |

## Classifiche finali

### Classifica generale
| Pos. | Corridore         | Squadra                 | Tempo     |
| ---- | ----------------- | ----------------------- | --------- |
| 1    | Giuseppe Saronni  | Del Tongo-Colnago       | 43h16'12" |
| 2    | Theo de Rooy      | Capri Sonne             | a 1'22"   |
| 3    | Guido Van Calster | Del Tongo-Colnago       | a 5'34"   |
| 4    | Beat Breu         | Cilo-Aufina             | a 6'33"   |
| 5    | Jostein Wilmann   | Capri Sonne             | a 7'37"   |
| 6    | Daniel Müller     | Royal-Wrangler          | a 9'02"   |
| 7    | Stefan Mutter     | Puch-Eorotex-Campagnolo | a 9'03"   |
| 8    | Roberto Visentini | Sammontana-Benotto      | a 9'36"   |
| 9    | Jean-Marie Grezet | Cilo-Aufina             | a 9'41"   |
| 10   | Fridolin Keller   | Royal-Wrangler          | a 10'10"  |